# 聖大額我略教宗騎士團勳章
聖大額我略教宗騎士團勳章（拉丁語：Ordo Sancti Gregorii Magni）由教宗額我略十六世於1831年9月1日設立，旨在表彰對教會或在其自身工作領域有傑出貢獻的天主教徒或非天主教徒。騎士團勳章名稱來自於大教宗聖額我略一世，是隸屬聖座的五個騎士團勳章之一。
勳章於1831年創立時分為四個等級，分別為大十字騎士（第一級）、星級騎士（第二級）、騎士指揮官和騎士。1905年教宗庇護十世將騎士團改革後，勳章改成四個等級，分別為大十字騎士、星級騎士指揮官、騎士指揮官及騎士，並沿用至今。女性自1994年起也可受勳。

## 歷史

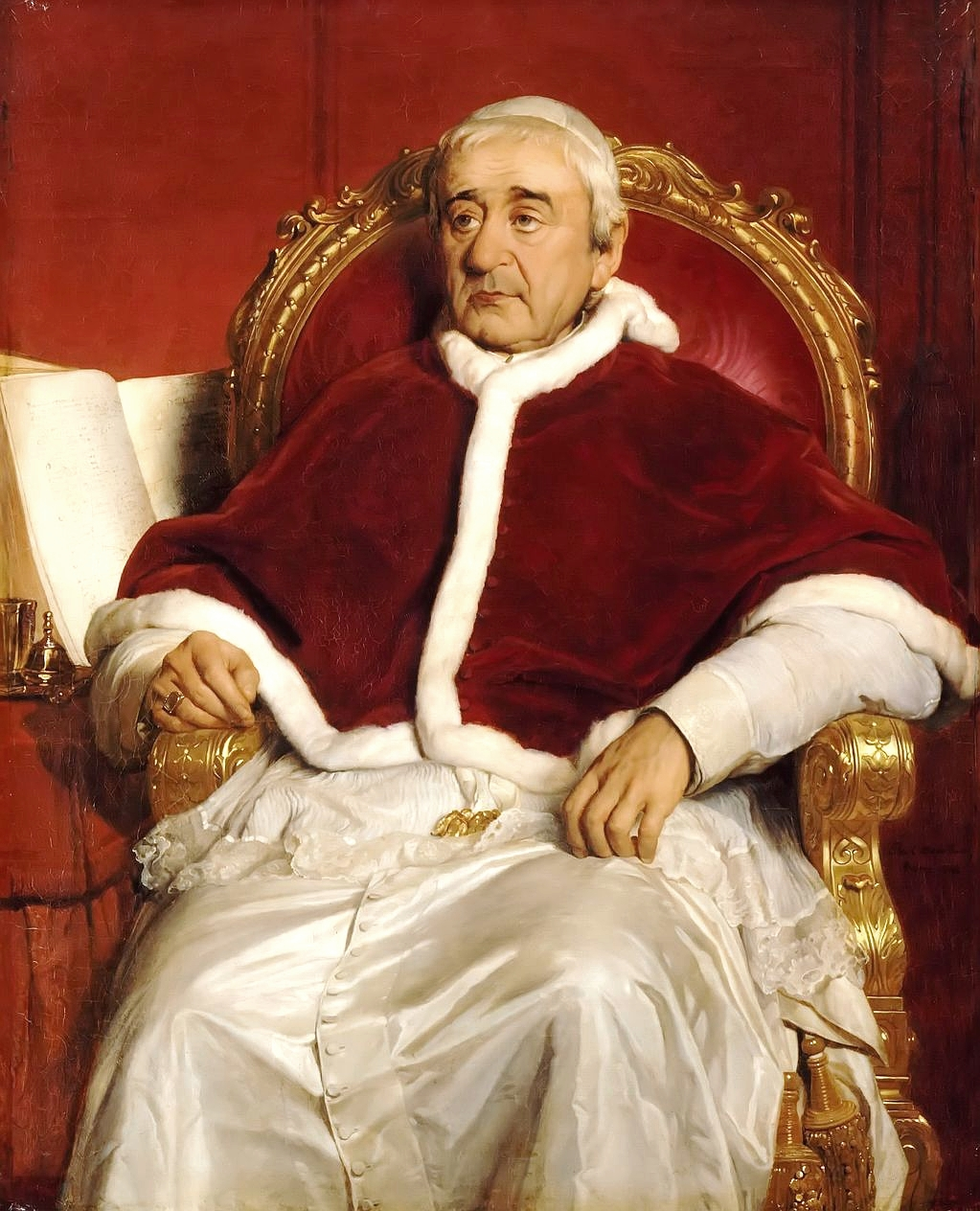
教宗額我略十六世於1831年9月1日創立勳章

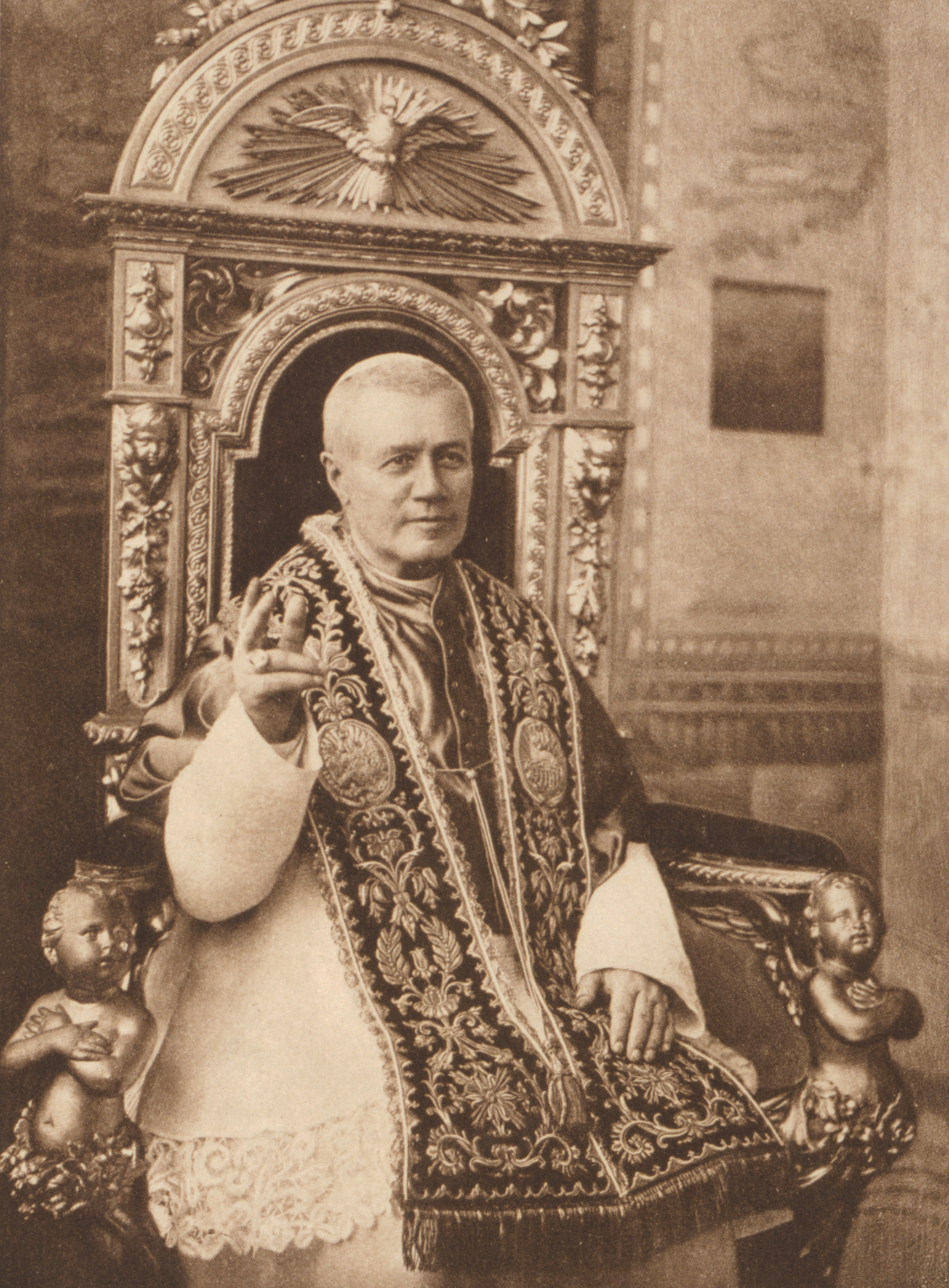
教宗庇護十世於1905年調整勳章的等級

教宗額我略十六世於1831年9月1日創立聖大額我略教宗騎士團勳章，用來表揚對教會以及在其自身工作領域有傑出貢獻的天主教徒。騎士團勳章名稱來自於大教宗聖額我略一世。創立時分勳章為四個等級，分別為頭等大十字騎士、二等大十字騎士、騎士指揮官和騎士。教宗同時規定只可有30位大十字騎士、70位騎士指揮官及300位騎士。
1905年2月7日，教宗庇護十世將頭等大十字騎士和二等大十字騎士合併為大十字騎士，騎士指揮官則分拆為星級騎士指揮官和騎士指揮官，並為星級騎士指揮官引入佩星。自此，勳章等級改成大十字騎士、星級騎士指揮官、騎士指揮官和騎士，並沿用至今。庇護十世同時委任國務樞機卿為騎士團勳章的大團長並成立一個負責騎士團禮服相關事宜的辦公室。
女性自1994年起也可受勳。1998年，勳章獲准向非天主教徒頒授。

## 等級
勳章現時分為四個等級：
- 大十字騎士：獲授勳者會佩戴上一條紅色為底色、左右各有一條黃色粗線毗鄰的絲綢飾帶，右肩左斜，徽章連同月桂花環或武士盔甲及武器形狀的裝飾，並且扣在花結（英语：Rosette (decoration)）下方，連帶於左胸扣上佩星。[6][7]
- 星級騎士指揮官[c]：獲授勳者會於頸部佩戴上獎章，並於左胸扣上佩星。
- 騎士指揮官：獲授勳者會於頸部戴上獎章
- 騎士：獲授勳者會於左胸戴上獎章

|      |            |                |            |
| 騎士 | 騎士指揮官 | 星級騎士指揮官 | 大十字騎士 |

## 標誌和衣飾

### 標誌
標誌為以金色邊包圍的紅色馬耳他十字。十字中央藍色內圈以銀色小球包圍，刻有聖大額我略的金色肖像，而肖像左方刻有一隻金色鴿子。整個藍色內圈被刻有「S·GREGORIUS·MAGNUS」的金色外圈包圍。每一隻尖角頂部有一個金色小球。大十字騎士獲勳者可於自己的紋章上加入一條圍繞紋章盾的底色紅色、左右各有一條黃色粗線毗鄰絲帶，而其他等級的獲勳者則可在紋章盾底部加入絲帶。

### 佩星
如獲授勳者為大十字騎士或星級騎士指揮官，他將會獲發一個角與角之間有數條射線的八角形銀色佩星。佩星中央中有一個標誌，但標誌上方並沒有代表民事等級的月桂花環裝飾和軍事等級的騎士盔甲及武器形狀裝飾。

### 飾帶
如獲授勳者為大十字騎士，他會獲發一條底色紅色、左右各有一條黃色粗線毗鄰的絲綢飾帶。女性佩戴的飾帶的寬度會比男性的細。

### 獎章、勳略及略章

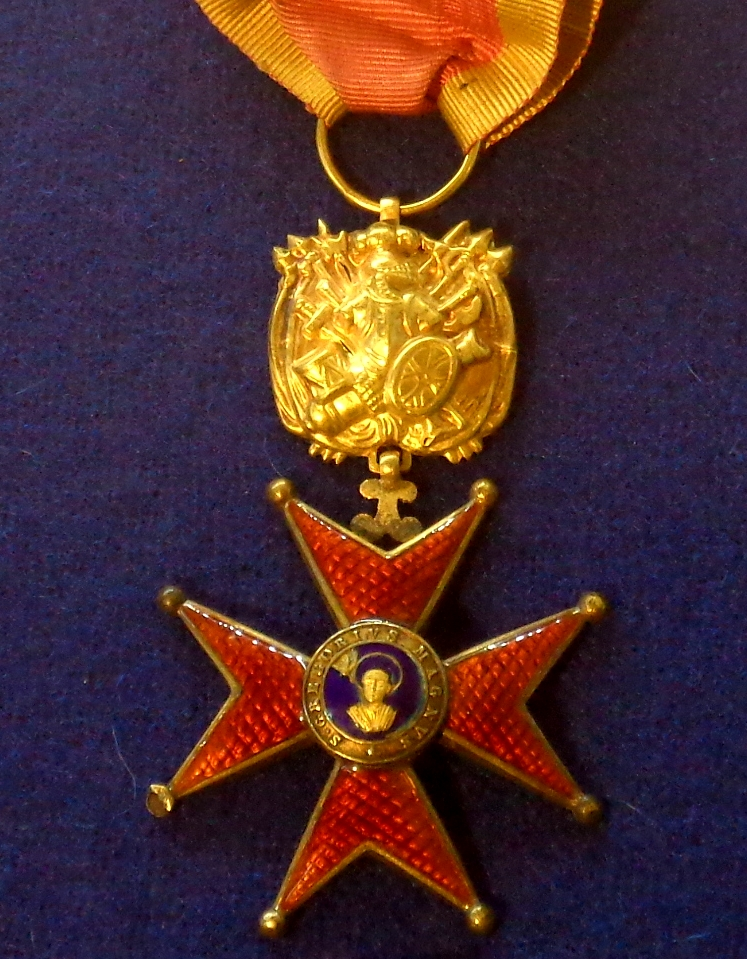
軍事分級的勳章

大十字騎士獲勳者跟其他三級的不同，他們並沒有獲發可以於頸部或左胸戴上的獎章。然而，他們有一個小獎章。小獎章的底色是紅色、左右各有一條黃色粗線毗鄰的絲帶，絲帶上有一個教宗徽號，而絲帶下方則扣有佩星掛飾。其他等級的騎士亦擁有小獎章。星級騎士指揮官的除了絲帶上沒有教宗徽號之外，其餘的跟大十字騎士一模一樣。騎士指揮官的小獎章絲帶上有一個教宗徽號，而下方則扣有一個標誌圖案；而騎士的小獎章設計則只扣有一個標誌掛飾。女性的小獎章則為蝴蝶結設計，大十字騎士和騎士指揮官的教宗徽號則放在中央處，而佩星或標誌掛飾則扣在小獎章中央的下方。勳章除分為騎士、騎士指揮官、星級騎士指揮官和大十字騎士外，亦分為民事和軍事兩個分級。不論是四級中哪一等級，如獲授勳者為民事分級，他的獎章和小獎章的絲帶及標誌或佩星掛飾之間會有一個橡樹樹葉環裝飾；如獲授勳者為軍事分級則會有一組的武士盔甲及武器形狀裝飾。
如獲授勳者無法佩戴獎章、絲帶或佩星，他們可以佩戴勳略。勳略是長方形以紅色作底色而左右兩方左右各有一條黃色粗線毗鄰。大十字騎士及星級騎士指揮官的勳略會於中央處加上佩星標誌，騎士指揮官的勳略會於中央處加上標誌。男性獲授勳者還可以戴上圓形略章，略章以紅色及黃色設計。大十字騎士和星級騎士指揮官的略章中央處會有一個佩星圖案，騎士指揮官的有一個標誌圖案，而騎士的略章並沒有任何圖案。

### 禮服
獲授勳者會獲發一件前方有一排9顆鈕扣、手袖各有3顆鈕扣的深綠色外衣，後方如燕尾服一樣有後擺，手袖則有銀色條紋，而外衣根據等級而有不同的銀色繡花。另外，他們會有一條深綠色長褲，長褲側會有銀色條紋。同時他們會有一頂有黑色羽毛的雙角帽和一把劍。現時的劍柄為金色和奶白色，並有一個勳章標誌。

## 著名獲授勳者

### 大十字騎士

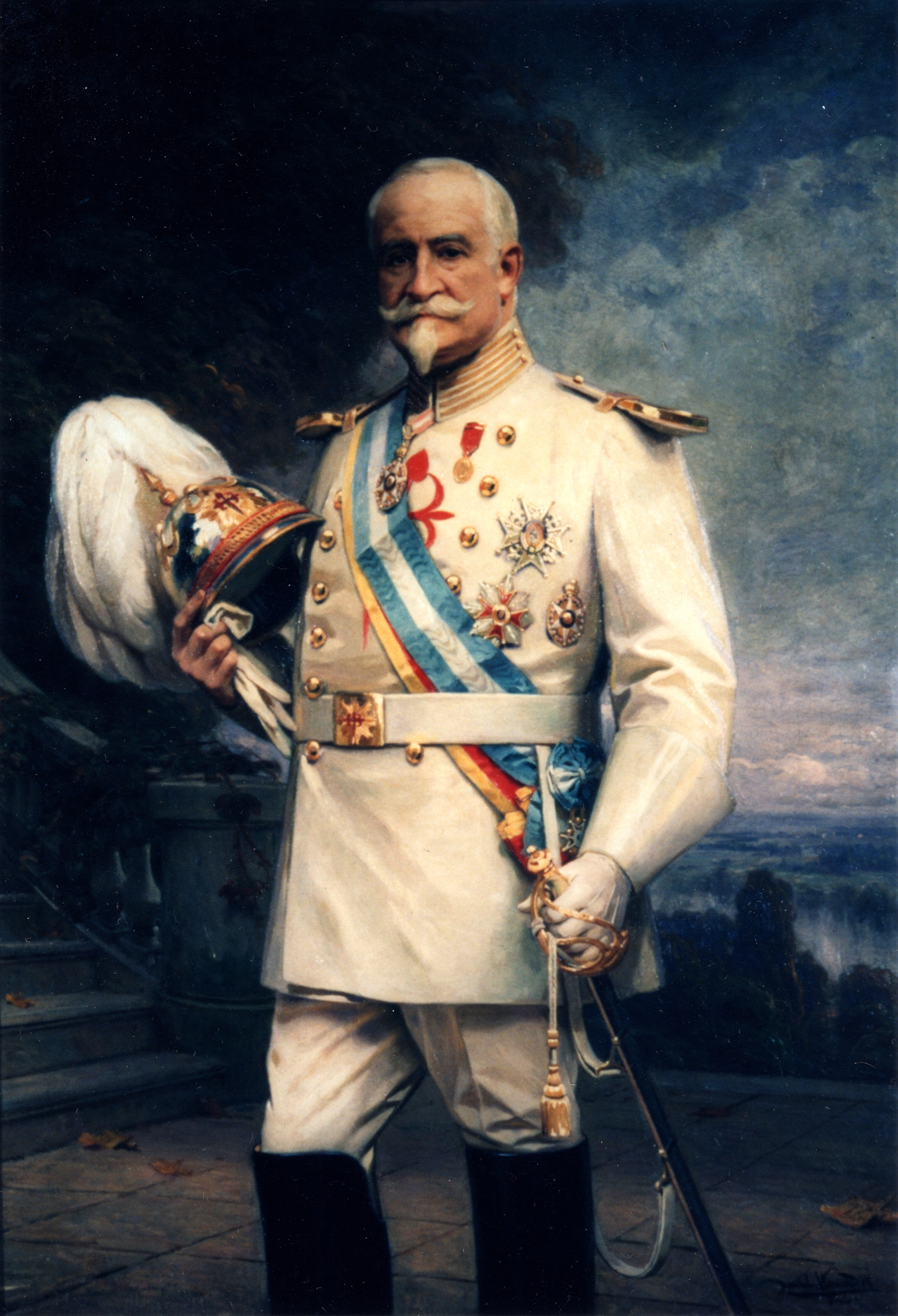
西班牙大貴族胡安·馬里亞諾·德哥因列志·意加米奧佩帶大十字騎士佩星和飾帶（飾帶於藍白色互間的飾帶後）的畫作。

| 姓名                              | 頭銜                                   | 獲授勳日期    | 資料來源 |
| --------------------------------- | -------------------------------------- | ------------- | -------- |
| 喬治·鮑耶爵士                     | 鮑耶家族第六任男爵                     | 不明          | [ 12 ]   |
| 喬治·福布斯                       | 第七任格蘭納爾伯爵                     | 不明          | [ 12 ]   |
| 胡安·馬里亞諾·德哥因列志·意加米奧 | 西班牙大貴族                           | 不明          | [ 13 ]   |
| 查爾斯·馮·赫格爾                  | 奧地利貴族                             | 1852年        | [ 14 ]   |
| 愛德華·德·卡斯泰爾諾              | 法國總參謀長                           | 不明          | [ 15 ]   |
| 奧托·馮·哈布斯堡                  | 奧匈帝國皇太子                         | 不明          | [ 16 ]   |
| 里卡多·穆蒂                       | 芝加哥交響樂團指揮                     | 2012年        | [ 17 ]   |
| 彼得·科斯格罗夫爵士               | 第26任澳洲總督                         | 2013年2月7日  | [ 18 ]   |
| 愛麗絲·馮·希爾德布蘭德            | 天主教哲學家                           | 2013年        | [ 19 ]   |
| 吉爾伯特·萊文                     | 美國指揮家                             | 2016年1月31日 | [ 20 ]   |
| 雷納托·魯傑羅                     | 世界貿易組織前總幹事及意大利前外交部長 | 不明          | [ 21 ]   |

### 星級騎士指揮官
| 姓名            | 頭銜                 | 獲授勳日期    | 資料來源 |
| --------------- | -------------------- | ------------- | -------- |
| 卜·合           | 美國演員             | 1998年        | [ 22 ]   |
| 瑪麗亞·格洛麗亞 | 德國圖恩和德西斯公主 | 2008年7月23日 | [ 23 ]   |
| 陳明清          | 台灣磐石中學前校長   | 不明          | [ 24 ]   |

### 騎士指揮官
| 姓名               | 頭銜                                   | 獲授勳日期    | 資料來源             |
| ------------------ | -------------------------------------- | ------------- | -------------------- |
| 吉米·薩維爾爵士    | 英國唱片騎師及英國廣播公司節目主持     | 1990年        | [ 25 ]               |
| 吉爾伯特·萊文      | 美國指揮家                             | 1994年        | [ 26 ]               |
| 羅伊·愛德華·迪士尼 | 迪士尼前董事長                         | 1998年        | [ 22 ]               |
| 鲁伯特·默多克      | 媒體大亨                               | 1998年1月11日 | [ 27 ]               |
| 里卡多·蒙特尔班    | 墨西哥演員                             | 1998年1月11日 | [ 27 ]               |
| 马特·巴斯比爵士    | 英國足球运动员和前曼聯領隊             | 2014年6月14日 | [ 28 ] [ 29 ]        |
| 約翰·休姆          | 1998年諾貝爾和平獎得主及北愛爾蘭政治家 | 2014年6月14日 | [ 28 ] [ 30 ] [ 31 ] |
| 加斯頓·艾斯肯斯    | 比利時前首相                           | 不明          | [ 32 ]               |

### 騎士
| 姓名                   | 頭銜                                           | 獲授勳日期    | 資料來源      |
| ---------------------- | ---------------------------------------------- | ------------- | ------------- |
| 迈克尔·索马雷爵士      | 巴布亚新几内亚前总理                           | 不明          | [ 33 ]        |
| 黎建球                 | 天主教輔仁大學前校長                           | 2006年        | [ 34 ]        |
| 陳建仁                 | 第14屆中華民國副總統、中華民國第31任行政院院長 | 2013年8月     | [ 35 ] [ 36 ] |
| 安·韋迪金              | 英國政治家                                     | 2013年1月31日 | [ 37 ]        |
| 約翰·克里克頓-斯圖爾特 | 第三任比特侯爵                                 | 不明          | [ 12 ]        |
| 喬·格拉德溫            | 英國喜劇演員                                   | 不明          | [ 38 ]        |

### 等級未明的獲授勳者
| 姓名            | 頭銜                       | 獲授勳日期 | 資料來源 |
| --------------- | -------------------------- | ---------- | -------- |
| 沃爾特·安恩伯格 | 美國雜誌《電視指南》創辦人 | 不明       | [ 39 ]   |

## 資料來源
1. ↑  . The Holy See.   [2017-04-23]. （原始内容存档于2016-09-02） （英语）.
2. ↑  . The Holy See.   [2017-04-23]. （原始内容存档于2016-10-17） （英语）.
3. ↑  . The Holy See.   [2017-04-23]. （原始内容存档于2016-10-31） （英语）.
4. ↑  . The Holy See.   [2017-04-23]. （原始内容存档于2016-11-19） （英语）.
5. ↑  Father William P. Saunders. . Catholic Answers. 2016-02-25  [2017-05-23]. （原始内容存档于2017-05-23） （英语）.
6. 1 2 3 4 5 6 7 8 9 10  Alessandra Malesci Baccani.  (PDF). Office of the Knighthood of Honours and Heraldic, Italy.   [2017-05-16]. （原始内容 (PDF)存档于2017-05-16） （英语）.
7. 1 2 3 4 5  . Antique Photos.   [2017-05-16]. （原始内容存档于2017-05-16） （英语）.
8. 1 2  . Association of Papal Orders in Great Britain.   [2017-05-16]. （原始内容存档于2017-05-16） （英语）.
9. ↑  James-Charles Noonan. . Viking Publishing. 1996: 196  [2017-04-25]. ISBN 0-670-86745-4 （英语）.
10. ↑  Andrew Alphonsus MacErlea. . Robert Appleton Company. 1912: 667–668  [2017-04-26]. （原始内容存档于2021-01-02） （英语）.
11. ↑  . Association of Papal Orders in Great Britain.   [2017-05-16]. （原始内容存档于2017-05-16） （英语）.
12. 1 2 3  William James Gordon-Gorman. . William Swan Sonnenschein. 1885: 1–3  [2017-04-25]. （原始内容存档于2017-06-07） （英语）.
13. ↑  . Museo del Prado.   [2017-05-18]. （原始内容存档于2017-05-18） （西班牙语）.
14. ↑   Anatole von Hügel. . Cambridge University Press. 1903: xx  [2017-04-26]. （原始内容存档于2016-03-14） （英语）.
15. ↑  . Ministère des Armées.   [2017-05-16] （英语）.
16. ↑  . ottovonhabsburg.org.   [2017-05-16]. （原始内容存档于2017-05-16） （英语）.
17. ↑  . Chicago Symphony Orchestra.   [2017-05-16]. （原始内容存档于2017-05-16） （英语）.
18. ↑  . Catholic Archdiocese of Sydney. 2013-02-07  [2017-05-16]. （原始内容存档于2017-05-16） （英语）.
19. ↑  . Catholic News Agency. 2013-11-06  [2017-05-16]. （原始内容存档于2017-05-16） （英语）.
20. ↑   (新闻稿). Catholic Archdiocese of Washington. 2016-01-31  [2017-05-16]. （原始内容存档于2017-05-16） （英语）.
21. ↑  . Ministry of Foreign Affairs and International Cooperation.   [2017-05-16]. （原始内容存档于2017-05-16） （英语）.
22. 1 2  John Dart. . Los Angeles Times. 1998-01-03  [2017-05-16]. （原始内容存档于2017-05-16） （英语）.
23. ↑   (PDF). The Holy See. 2008-09-05  [2017-05-16]. （原始内容 (PDF)存档于2017-05-16） （意大利语）.
24. ↑  ,   [2022-03-08], （原始内容存档于2022-03-22） （中文（中国大陆））
25. 1 2  Paul Cockerton. . Daily Mirror. 2012-10-27  [2017-05-16]. （原始内容存档于2017-05-16） （英语）.
26. ↑  Toby Tabachnick. . The jewish Chronicle. 2017-05-18  [2017-05-18]. （原始内容存档于2017-05-18） （英语）.
27. 1 2   (AP Archive). Associated Press. 1998-01-12  [2017-05-18]. （原始内容存档于2021-01-02） （英语）.
28. 1 2  Jamie Bowmen. . Liverpool Echo News. 2014-06-28  [2017-05-16]. （原始内容存档于2017-04-27） （英语）.
29. ↑  . Getty Images.   [2017-04-26] （英语）.
30. ↑  . BBC. 2012-07-06  [2017-05-16]. （原始内容存档于2017-05-16） （英语）.
31. ↑  . Nobelprize.org.   [2017-05-16]. （原始内容存档于2017-05-16） （英语）.
32. ↑  .   [2017-05-16]. （原始内容存档于2017-05-16） （荷兰语）.
33. ↑   (PDF). Coalition for Rainforest Nations.   [2017-05-16]. （原始内容 (PDF)存档于2017-05-16） （英语）.
34. ↑  . 中央通訊社. 2013-01-14  [2017-05-16]. （原始内容存档于2017-05-16） （中文（臺灣））.
35. ↑   (PDF). 天主教台灣地區主教團. 2013-08-05  [2017-05-16]. （原始内容 (PDF)存档于2017-05-16） （中文（臺灣））.
36. ↑  . 中華民國總統府.   [2017-05-16]. （原始内容存档于2017-05-16） （中文（臺灣））.
37. ↑  . Independent Catholic News. 2013-01-31  [2017-05-16]. （原始内容存档于2017-05-16） （英语）.
38. ↑  . Find A Grave.   [2017-05-16]. （原始内容存档于2017-05-16） （英语）.
39. ↑  . NNDB.   [2017-05-16]. （原始内容存档于2017-05-16） （英语）.